# Асфальт
Асфа́льт (др.-греч. ἄσφαλτος «горная смола», «асфальт») — горная, минеральная смола (историческое название — «иудейская смола»), представляющая собой чёрное или чёрно-бурое, сильно блестящее вещество, плавящееся при 100 °C, растворимое в терпентинном масле, нефти и бензине. Разновидность природного битума.
Асфальт применяется для устройства покрытий на автомобильных дорогах как кровельный, гидро- и электроизоляционный материал, для приготовления замазок, клеёв, лаков и другого. Асфальт наивысшего качества используется в живописи и при создании литографий. Асфальт может быть природного и искусственного происхождения: в природном горном асфальте битума 60—75 %, в искусственном — 13—60 %. Часто асфальтом называют асфальтобетон — искусственный каменный материал, который получается в результате уплотнения асфальтобетонных смесей. Классический асфальтобетон состоит из щебня, песка, минерального порошка (филлера), а также битумного вяжущего (битума, полимерно-битумного вяжущего; ранее в этом качестве использовался дёготь, который в настоящее время не применяется).

## Природный асфальт
Приро́дный асфа́льт — твёрдая легкоплавкая масса чёрного цвета с блестящим или тусклым раковистым изломом. Плотность 1,1 г/см³, температура плавления 20–100 °C. Содержит 25—40 % масел и 60—75 % смолисто-асфальтеновых веществ. Элементный состав (%): 80—85 C, 10—12 Н, 0,1—10 S, 2—3 О.
Образуется из тяжёлых фракций нефти или их остатков в результате испарения её лёгких составляющих и окисления под влиянием гипергенеза. Встречается в виде пластовых жильных залежей, а также пропитанных проницаемых пластов (т. н. закирований) и озёр в зонах естественного выхода нефти на земную поверхность (содержание в породах от 2 до 20 %).
Месторождения асфальта имеются на территории бывшего СССР, в Канаде, Франции, Венесуэле, на острове Тринидад и др. Смешиваясь с минеральными составляющими (песком, гравием и пр.), он превращается в более или менее мощную кору на поверхности больших «нефтяных озёр». Такой асфальт широко распространён в районах неглубокого залегания или выхода на поверхность земли нефтеносных пород и обычно заполняет трещины и каверны в известняках, доломитах и других породах.
Впервые обстоятельно выяснил вопрос о глубине залегания и распространения асфальта русский инженер-технолог А. А. Летний, произведя в 1874 году исследования асфальтовых залежей на берегу Волги и в соседних оврагах. Результаты своих исследований он опубликовал в статье: «О месторождении асфальта в Симбирской губ., Сызранского уезда» («Записки Русского Технического Общества»).

### Сирийский асфальт
В древности крупнейшим источником асфальта служило Мёртвое море, вплоть до конца XIX века именовавшееся Асфальтовым. Ещё древние римляне называли его Асфальтовым озером — Lacus Asphaltites. Когда-то глыбы асфальта в большом количестве всплывали прямо на поверхность со дна моря. В последний раз такой случай был зафиксирован в 60-е годы XX века, причём масса куска была более 1 тонны.
Ассирийцы, финикийцы и египтяне широко использовали гидроизоляционные и связующие свойства асфальта при строительстве зданий и кораблей. В Уре археологами были найдены модели шумерских кораблей, обмазанных асфальтом. В шумерском «Эпосе о Гильгамеше» Утнапиштим, единственный выживший во время всемирного потопа, обмазывал свой корабль асфальтом и акульим жиром ради водонепроницаемости.
Согласно Ветхому Завету, младенец Моисей был обнаружен на берегу Нила в обмазанной асфальтом тростниковой корзине. Египтяне также использовали асфальт при мумификации (само слово «мумия» в переводе с персидского означало ‛асфальт’, или ‛природная чёрная смола’). Авиценна в своём трактате «Канон врачебной науки» при описании лечебных свойств мумиё упоминает также и асфальт (кафр ал-йахуд, то есть ‛битум иудейский’).
Асфальт, добываемый на берегах и со дна Мёртвого моря, является асфальтом наиболее высокого качества. Он твёрд, хрупок и почти не содержит минеральных примесей. Благодаря своей высокой чистоте используется для создания живописных красок и лаков.
Старые мастера использовали сирийский асфальт в качестве краски и для лессировок. Фламандские и голландские живописцы XVII века соединяли асфальт с шеллаком, быстро сохнущим маслом и воском, получая прозрачную краску красивого золотисто-коричневого тона. При соединении с другими красками сирийский асфальт просачивается наверх, вызывая почернение и растрескивание красочного слоя — кракелюры.

Асфальтовая краска — приготовляется из асфальта и принадлежит к масляным краскам. По своему прекрасному коричневому цвету, совершенной прозрачности и лёгкости наведения употребляется преимущественно при глазировке. Краска эта легко смешивается с другими красками, за исключением белой, и при этом сообщает им бархатистость и силу; в слабом же растворе асфальт только оживляет другие краски, как лак. Неудобство употребления асфальтовой краски заключается в медленной сушке её и через то ломке лака; другое неудобство состоит в том, что она со временем чернит всё, с чем соединена, поэтому она предпочтительно употребляется в тёмных сочетаниях, при которых эта особенность её не может нарушить гармонии красок. Пробовали ещё растирать асфальт в алкоголе и применять его в таком виде к акварельной живописи.— Асфальтовая краска // Энциклопедический словарь Брокгауза и Ефрона : в 86 т. (82 т. и 4 доп.). — СПб., 1890—1907.
Сирийский асфальт также используется в различных техниках печати гравюр. Используя свойство асфальта окисляться на свету, делаясь менее светопроницаемым, Жозеф Ньепс в 1816 году начал свои опыты по гелиографии, что позднее привело к изобретению фотографии. В 1826 году с помощью камеры-обскуры Ньепс получил на оловянной пластине, покрытой тонким слоем сирийского асфальта, старейшую из сохранившихся фотографий — Вид из окна в Ле Гра.

### Асфальт Пич-Лейк
В Республике Тринидад и Тобаго широко известным источником природного асфальта является битумное озеро Пич-Лейк на юго-западе острова Тринидад. Свидетельства о давнем использовании асфальта сохранились в легендах. Местные индейцы пользовались этим асфальтом для пропитки своих каноэ.
Первые попытки промышленного использования асфальтов Пич-Лейка предприняли испанцы в конце XVIII века, масштабное освоение богатств этого озера начинается в 1850 году. В 1888 году была основана The Trinidad Lake Asphalt Company, до сих пор осуществляющая добычу. В 1978 году она была преобразована в национальную государственную компанию Lake Asphalt of Trinidad and Tobago, Ltd. В 1990-х годах ежегодная добыча компании составляла примерно 200 тысяч тонн. В настоящее время Пич-Лейк является самым значительным коммерческим месторождением в мире, хотя добыча несколько упала. Около 80 % добычи направляется на экспорт, стоимость которого, например, в 1999 году, составила 30 миллионов долларов.
Поскольку запасы асфальтов в Пич-Лейк оцениваются в 6—10 млн тонн, при современном уровне добычи их хватит не меньше, чем на 400 лет.
Кроме Пич-Лейк, на острове Тринидад выявлено ещё 15 месторождений природных асфальтов. Их суммарные геологические запасы составляют 180 млн тонн, прогнозные ресурсы — 10,5 млн тонн.

## Искусственный асфальт
Иску́сственный асфа́льт или асфальтобето́нная смесь — строительный материал в виде уплотнённой смеси щебня, песка, минерального порошка и битума. Различают горячий, содержащий вязкий битум, укладываемый и уплотняемый при температуре не ниже 120 °C; тёплый — с мало-вязким битумом и температурой уплотнения 40—80 °C; холодный — с жидким битумом, уплотняемый при низкой температуре окружающего воздуха, до −30 °С. Холодный асфальт — это смесь щебня, песка, органического (битумная эмульсия) и минерального вяжущего (цемент), а также специальных добавок.
Асфальтобетон применяют для покрытий дорог, аэродромов, площадок и прочих целей. Также используются модифицирующие добавки, в том числе представляющие собой продукт переработки автомобильных покрышек.

### Свойства
Асфальт оказался наиболее подходящим материалом для дорожного покрытия. Его слой более ровный, а значит, менее шумный, чем булыжники и брусчатка. В то же время, в отличие от последней, сама поверхность асфальта шершавая, что значительно увеличивает силу сцепления для автомобилей и мотоциклов даже в дождливую погоду. Покрытие из асфальтобетона легко ремонтируется, моется и убирается, оно обладает необходимой шероховатостью и на нём хорошо держится любая разметка. По уложенному асфальтобетону можно сразу открывать движение (в отличие от цементобетона, который набирает необходимую прочность только на 28-й день).

### История применения
Первоначально в XIX веке улицы городов мостились камнями (булыжная мостовая). Начиная с середины XIX века во Франции, Швейцарии, США и ряде других стран дорожное покрытие начинают делать из битумно-минеральных смесей. В 1830-х годах асфальтобетонное покрытие было впервые применено для покрытия тротуаров парижского Королевского моста. Примерно тогда же были покрыты тротуары на лионском мосту Моран через реку Рона.
Летом 1839 года в Санкт-Петербурге были покрыты тротуары на протяжении 45,5 погонных саженей шириной 5 футов (97,08 × 1,52 м) и часть моста длиной 8,5 и шириной 6,5 футов (2,59 × 1,98 м) у дамбы Тучкова моста. В 1876 году Московская городская дума ассигновала 50 тысяч рублей на проведение эксперимента по устройству асфальтобетонного покрытия: на Тверской улице построили несколько участков из нового материала.
Бурно развивающаяся дорожная сеть требовала новых типов дорожных покрытий, которые можно было так же быстро сооружать, как и земляное полотно. В 1876 году в США впервые применили литой асфальт, приготовленный с использованием нефтяных битумов. В 1892 году в США индустриальным методом была построена первая дорожная конструкция из бетона шириной 3 м. 12 лет спустя с помощью гудронатора со свободным истечением горячего битума была построена дорога в 29 км.
В России изготовление асфальта впервые наладил инженер и архитектор Иван Буттац — асфальт стали добывать в 1873 году на Сызранском заводе, на правом берегу Волги на 20 км выше Сызрани.

## Асфальто-битумный лак
Технический лак, в отличие от художественных красок, представляет собой раствор асфальта с различными добавками в богатых ароматикой растворителях типа бензина. Добавками могут служить канифоль (адгезивная и загущающая), касторовое масло (пластификатор), могут варьироваться используемые сорта битума и количество минеральной пыли, также используют в смеси с алюминиевой пудрой. Благодаря аморфной битумной основе длительное время сохраняет эластичность. Водо- и кислотостоек, однако на свету быстро окисляется, твердея, теряя водостойкость и трескаясь. Термостойкость невелика, до 100—130 °С в зависимости от марки. Применяется для защиты металлоконструкций, асбоцементных труб, как травильная маска (офорт, любительское изготовление простых печатных плат, маркировка инструмента). До распространения в 1960—70-х годах синтетических лаков широко использовался в электротехнике для пропитки моточных изделий и волокнистой изоляции. Аналогичным лаком покрывались пластины в гелиографии Ньепса.